# 大遠行
在托爾金（J. R. R. Tolkien）奇幻小說的中土大陸裡，大遠行（Great Journey）是精靈由精靈甦醒之地庫維因恩（Cuiviénen）前往維林諾（Valinor）的一次旅程。
在維拉討伐米爾寇（Melkor）的戰爭結束後，中土大陸北部的廣泛土地遭受破壞，歐羅米（Oromë）來到中土大陸將精靈接應精靈到西方。大多數精靈跟隨歐羅米離開，但部分精靈留了下來，留下來的精靈即是亞維瑞族（Avari）。
歐羅米引導精靈到赫爾卡內海（Sea of Helcar）以北，穿越英格林山脈（Ered Engrin），一些精靈因恐懼而逃遁，消失在歷史裡。精靈還通過了幽暗密林（Mirkwood），他們行的道路即後來的矮人路（Dwarf Road）。歐羅米前往尋找通過迷霧山脈（Hithaeglir）的道路，當時的迷霧山脈較後來的更高，精靈因此留在安都因河（Anduin）河岸一段長時間。
歐羅米終於找到最高隘口（High Pass），後來在那裡建立了瑞文戴爾（Rivendell），大部分的精靈越過迷霧山脈，以林威（Lenwë）為首領的部分精靈卻留了下來，他們就是南多族（Nandor）精靈。
其他的精靈來到森林覆蓋的伊利雅德（Eriador），沿著後來（Arnor）的西大道（Great West Road）貫穿亞爾諾。最終，凡雅族（Vanyar）和諾多族（Noldor）越過伊瑞德隆（Ered Luin），而帖勒瑞族（Teleri）依然在伊利雅德。
當帖勒瑞族進入貝爾蘭地區時，烏歐牟（Ulmo）以伊瑞西亞島（Tol Eressëa）接應凡雅族及諾多族橫越貝烈蓋爾海（Belegaer），後來又把其餘的帖勒瑞族接走，部分人留在海岸，成為辛達族（Sindar）精靈。
大遠行將精靈分裂：亞維瑞族不再回到阿門洲，南多族在到達貝爾蘭前放棄行程，辛達族到達貝爾蘭，但未有完成旅程。只有凡雅族（留在阿門洲）、諾多族（稍後返回中土大陸）及帖勒瑞族完成了大遠行。